# 오능운
오능운(중국어 정체자: 吳凌雲, 병음: Wu Lingyun 우링윤[*], ? - 1863년)은 청나라 말기에 광서성을 기반으로 연릉국(延陵國)을 세운 좡족 출신의 반란의 지도자이다.

## 생애
광서성 신녕주의 부유한 가문 출신으로 생원이었지만, 도망한 농민을 품고 있었다. 1851년, 신녕주의 지주(知州)에 의해 체포되었지만, 뇌물을 바치고 석방되었다. 이후 농민을 전승당(全勝堂)이라는 조직으로 체계화하고 세력을 확대해 갔다.
1856년, 오능운은 봉기를 해서 신녕주를 함락시켰다. 그러나 이듬해 청군이 탈환하자 충주(忠州)의 농라촌(隴羅村)으로 도망갔다. 그 후에도 주변의 주와 현을 차례로 지배하에 두었고, 1860년 9월에 신녕주를 재차 공략하여 10월에 태평부를 함락시켰다. 1861년, 오능운은 태평부에서 ‘연릉국’(延陵國)의 건국을 선언하고 칭왕을 했다. 양국정(梁國楨), 황만년(黃萬年) 등 수십 명에게 작위를 주어 각지의 수비를 맡겼다. 그러나 6월이 되면서 청군이 반격하자 양리주(養利州), 좌주(左州), 영명주(寧明州) 등이 잇따라 함락되었다. 1862년이 되자 청군은 태평부로 진격했고, 군사 양국정, 원수 나품광(羅品光) 등이 전사하고 태평부는 함락되었다. 오능운은 농라촌으로 도망쳤지만, 그곳도 포위당했고, 1863년에 포위를 돌파하려다 전사했다. 이렇게 연릉국은 멸망했지만, 포위 돌파에 성공한 아들 오아충(吳亞忠)에 의해 전투는 계속되었다.

## 참고 문헌
- 日本國立情報學研究所-黄現璠、黄増慶、張一民:『좡족 통사』、廣西民族出版社, 1988년 11월, ISBN 7-5363-0422-6/K·13
- 羅爾綱『太平天国史』中華書局